# Kaninchenpasteurellose
Die Kaninchenpasteurellose ist eine durch Pasteurella multocida hervorgerufene bakterielle Infektionskrankheit bei Kaninchen. Unter dem Begriff werden alle Pasteurellosen des Kaninchens zusammengefasst, die nicht dem ansteckenden Kaninchenschnupfen zuzuordnen sind. Das klinische Erscheinungsbild ist je nach betroffenem Organsystem sehr variabel. Die Behandlung erfolgt durch Antibiotika, in größeren Beständen können auch bestandsspezifische Vakzinen eingesetzt werden.

## Klinik
P. multocida kommt auch bei gesunden Kaninchen vor. Die Kaninchen können sich durch Kontakt mit anderen erkrankten Tieren anstecken. Neben einer Abwehrschwäche der Tiere, können eine zu enge Tierhaltung oder andere Haltungsfehler die Ansteckung begünstigen. Eine Pasteurellose kann sich vielschichtig äußern. 
Die perakute Form (Hämorrhagische Septikämie des Kaninchens) ist durch eine Septikämie gekennzeichnet. Erkrankte Tiere sterben zumeist ohne deutliche Krankheitserscheinungen.
Häufiger tritt die Pasteurellose in Form spezifischer Organkrankheiten auf. So können Bindehautentzündungen, Entzündungen der mittleren Augenhaut, des Mittelohrs, der Lunge sowie der Scheide und der Hoden auftreten. Klinisch äußern sich diese Erkrankungen mit Fieber und entsprechendem serös bis eitrigem Ausfluss.

## Behandlung
Die Behandlung der Kaninchenpasteurellose erfolgt durch Antibiotika nach vorherigem Antibiogramm. Wirksam sind im Regelfall Chloramphenicol, Enrofloxacin, Marbofloxacin und Tetracyclin. 
Bei häufigerem Auftreten von Pasteurellose in größeren Beständen und Produktionsketten empfiehlt sich die Herstellung eines bestandsspezifischen Impfstoffs.